# Incendio della Casa dei sindacati di Odessa
L'incendio della Casa dei sindacati di Odessa si verificò il 2 maggio 2014 in seguito a scontri tra fazioni di militanti filorussi e di sostenitori del nuovo corso politico determinatosi in Ucraina dopo le proteste di Euromaidan. L'incendio causò la morte di 42 persone, tra manifestanti filorussi e persone che si trovavano fortuitamente nell'edificio.

## Antefatti

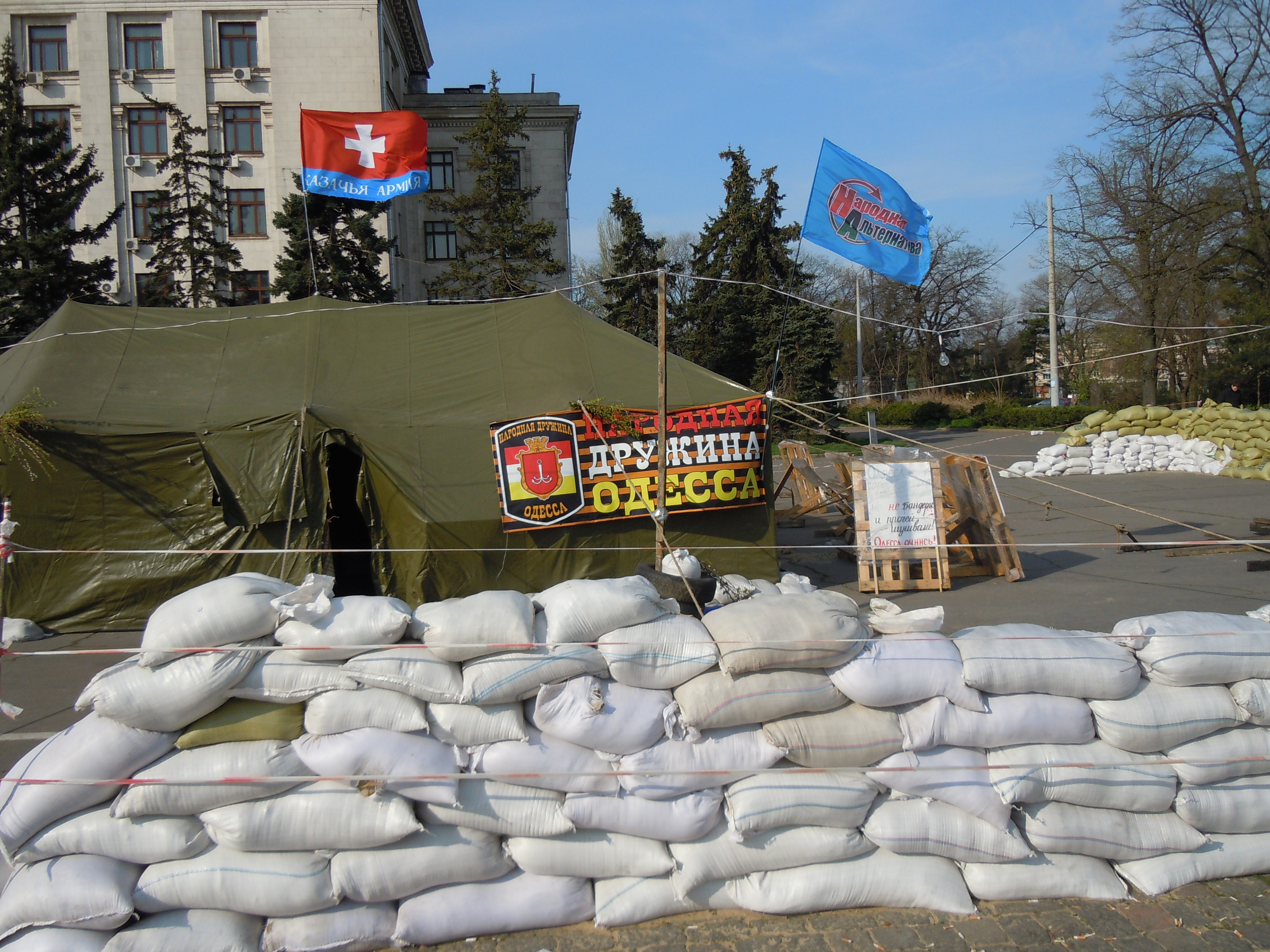
Accampamento filorusso in piazza Kulykove a Odessa il 15 aprile 2014

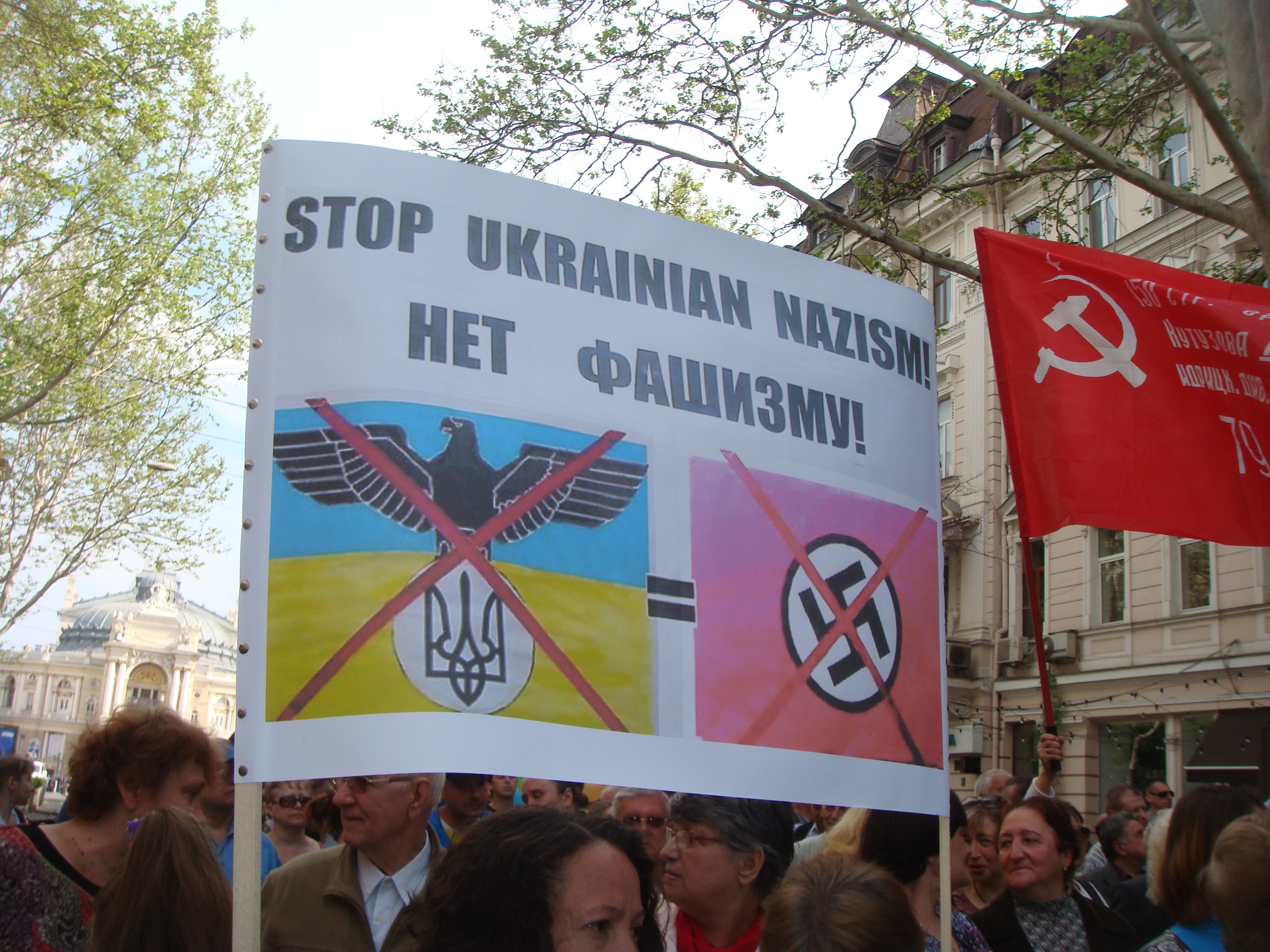
Protesta filorussa del 1º maggio 2014 a Odessa

Nel clima di tensione generatosi all'indomani della rivoluzione ucraina del 2014, che aveva portato alla fuga del presidente filorusso Viktor Janukovyč, a Odessa come nelle altre principali città del paese si tennero numerose manifestazioni, sia da parte di gruppi pro-federalismo di orientamento filorusso e perciò contrari al nuovo governo filoeuropeista, sia da parte di gruppi pro-unità di opposta impostazione. Le prime manifestazioni non furono segnate da particolari episodi di violenza.
Il 2 maggio 2014, in vista di un incontro di calcio fra il Čornomorec' Odessa e la Metalist Charkiv, gruppi di tifosi di entrambe le squadre, insieme ad attivisti locali pro-unità, programmarono un corteo politico pro-unità per le ore 15:00. Alla manifestazione parteciparono anche i militanti ultranazionalisti del Pravyj Sektor e dell'UNA-UNSO. Intanto, nelle settimane precedenti gli attivisti pro-federalismo avevano allestito un accampamento di protesta nella centrale piazza Kulykove, nei pressi della Casa dei Sindacati, un edificio di cinque piani sede regionale della federazione sindacale. Per impedire la manifestazione pro-unità, a poca distanza si erano radunati circa 300 attivisti pro-federalismo dell'Odesskaya Druzhina. Entrambe le fazioni includevano persone armate di asce, bastoni e armi da fuoco e protette da scudi, maschere ed elmetti.
Nonostante la polizia avesse annunciato un rafforzamento del pattugliamento delle strade, non fu sufficiente ad impedire gli scontri, che si verificarono a partire dalle 15:15, quando i manifestanti filorussi attaccarono il corteo di circa 2000 persone dirette verso lo stadio. Seguirono lanci di sassi da entrambe le parti, che degenerarono provocando sei morti per colpi di arma da fuoco.

## Dinamica degli eventi
Non appena si diffuse la notizia dell’attacco da parte dei manifestanti filorussi, tramite i social network i manifestanti pro-unità stabilirono di recarsi a piazza Kulykove per distruggere il campo pro-federalismo. Intorno alle 18:50, trovandosi in netto svantaggio numerico, i manifestanti filorussi si introdussero nella Casa dei sindacati, che si affaccia sulla piazza, bloccandone gli accessi ed erigendo barricate. Nel frattempo i manifestanti pro-unità avevano preso il controllo della piazza e distrutto il campo allestito dagli oppositori. Ne seguì un violento scontro, con lanci di pietre e bombe molotov da entrambe le parti e colpi di arma da fuoco dal tetto dell'edificio occupato e dalla piazza.
Sull'esatta sequenza degli eventi successivi i resoconti però non collimano, anche a causa della diffusione, tramite i social network, di notizie false. BBC News riferì di una situazione confusa, nella quale entrambe le fazioni lanciavano molotov. Il Kyiv Post riferì il lancio di diverse bottiglie incendiarie da parte dagli attivisti pro-unità verso l’ingresso principale e le finestre del secondo e del quarto piano. Secondo l’agenzia di stampa indipendente dell'Ucraina (UNIAN), il lancio di molotov verso l'edificio da parte dei manifestanti pro-unità iniziò dopo che i filorussi assediati avevano iniziato a sparare colpi di arma da fuoco.

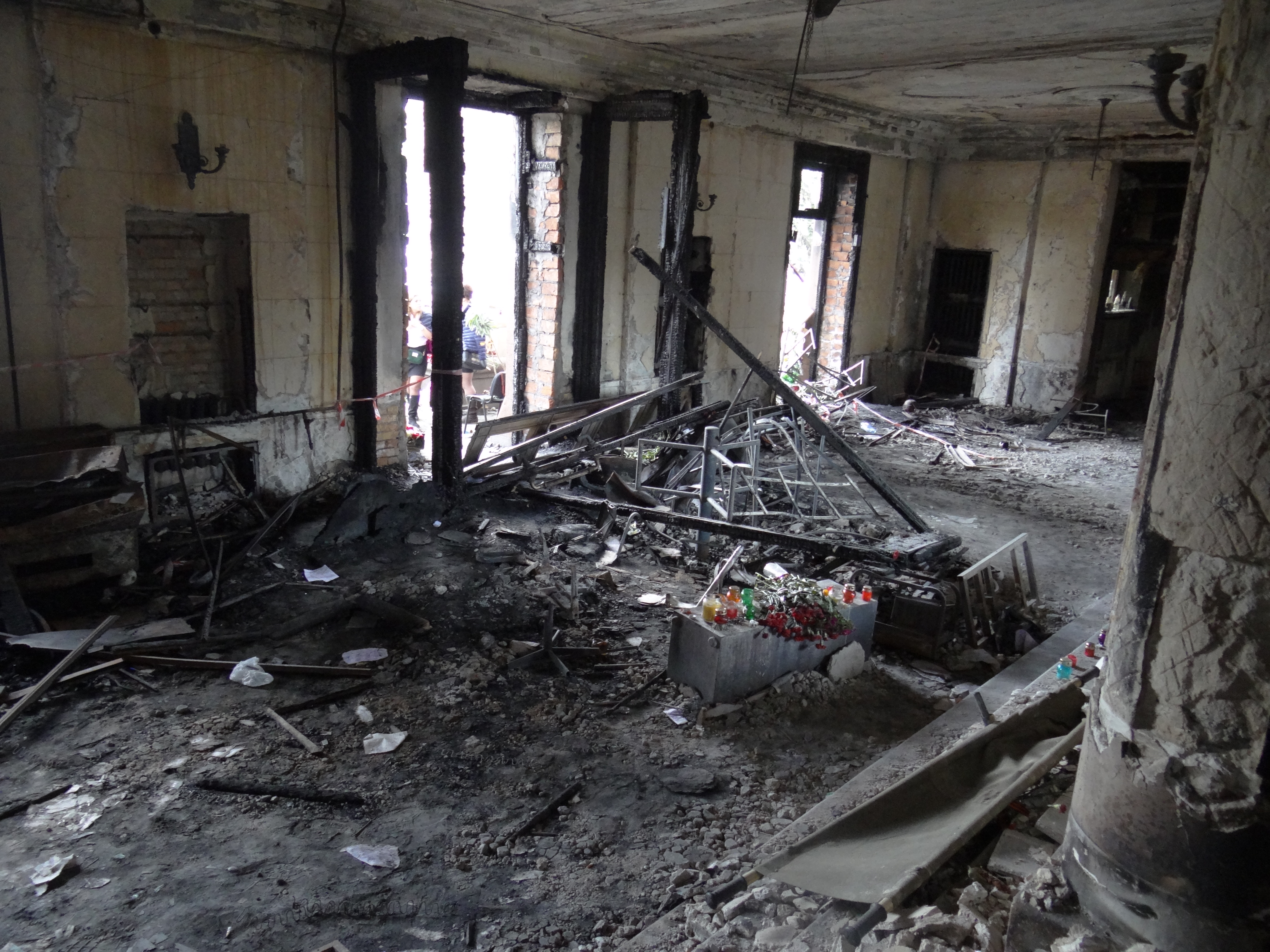
Una delle sale incendiate

Intorno alle 19:45 un incendio si sviluppò in più punti dell'edificio, probabilmente a partire dal secondo o dal terzo piano, per poi diffondersi rapidamente facilitato dalla struttura stessa dell'immobile. Sulle responsabilità dell'innesco e la dinamica dell'incendio sussistono divergenze significative fra le varie parti. Secondo l'indagine ufficiale del Ministero dell’Interno ucraino è probabile che l'incendio sia stato provocato accidentalmente dagli stessi occupanti mentre dal tetto sparavano e lanciavano molotov verso gli assalitori sottostanti. Viceversa, in base alla ricostruzione delle fonti russe il rogo sarebbe stato innescato dal lancio di bottiglie Molotov dall'esterno.
Benché i vigili del fuoco avessero una sede operativa poco distante e fossero in allerta già prima dello scoppio dell'incendio, la loro risposta alle richieste di intervento non fu rapida. Giunsero infatti circa 40 minuti dopo l'inizio dell'incendio. Secondo il rapporto ufficiale, i 51 soccorritori, in tredici squadre, furono impossibilitati a intervenire a causa della folla attorno all’edificio. La polizia antisommossa, pur presente, non intervenne.
Nel panico, diverse persone rimaste dentro l'edificio in fiamme si lanciarono dalle finestre. Alcuni fra i manifestanti pro-unità tentarono di aiutare gli occupanti ad uscire con l'ausilio di scale o corde, mentre altri tentarono di aggredire e linciare i sopravvissuti. Alcune persone presenti nella piazza cantavano slogan antirussi, inneggiando alla morte al rogo delle persone che si trovavano nell'edificio. I manifestanti locali pro-unità hanno affermato che nessuno del movimento di Odessa conosceva le persone che sono state viste cantare tali slogan fuori dall’edificio in fiamme.
Nell'incendio trovarono la morte 42 persone (34 uomini, 7 donne e un ragazzo di diciassette anni), 32 delle quali intossicate o ustionate e altre 10 nel tentativo infruttuoso di lanciarsi dall'edificio in fiamme. La maggior parte delle vittime erano manifestanti filorussi, le restanti furono persone del tutto estranee alle manifestazioni in quanto si trovavano fortuitamente all'interno dell'edificio al momento della sua occupazione e poi dell'incendio. Altre 247 persone ricorsero a vario titolo all'assistenza sanitaria, ma è presumibile che molte altre evitarono di farlo per paura di ritorsioni.

## Indagine del "Gruppo 2 maggio"
Dopo l'incendio venne nominato Ihor Palycja come nuovo governatore di Odessa, il quale, insieme alla leader di Euromaidan Zoya Kazanzhy, crearono una commissione composta da attivisti chiamata "Gruppo 2 maggio", che aveva il compito di indagare sulla vicenda.
Secondo il Guardian, la maggior parte di ciò che si sa oggi sulla tragedia è merito dell'indagine del "Gruppo 2 maggio" basata sull'analisi di filmati amatoriali e interviste a testimoni.
Il  "Gruppo del 2 maggio", un'organizzazione di 13 giornalisti ed esperti locali che hanno indagato sulla tragedia su base volontaria ha fornito una dettagliata cronologia degli eventi  La prima versione della cronologia è stata pubblicata nel 2014, e un aggiornamento nel 2016. Nel 2015 il Gruppo del 2 maggio ha anche pubblicato una relazione sulle circostanze di sfondo della tragedia di Odessa.
Il Comitato consultivo internazionale del Consiglio d'Europa, nel redigere la sua inchiesta, si è basato anche sui dati forniti dal "Gruppo 2 maggio".

## Sviluppi successivi

### Reazioni politiche in Ucraina
Subito dopo gli eventi, in Ucraina furono proclamati due giorni di lutto nazionale.
Il governatore dell'Oblast' di Odessa Volodymyr Nemyrovsky accusò le forze di sicurezza di "omissione criminale", rimproverandole di aver "venduto la patria e la coscienza" e difese la legittimità della reazione degli ultras come auto-difesa contro "terroristi armati". Diversi poliziotti erano stati visti indossare le fasce rosse indossate dai rivoltosi filorussi. Il sito di Pravyj Sektor chiamò gli incidenti di Odessa "una pagina luminosa nella nostra storia nazionale" e il parlamentare di Svoboda Iryna Farion pubblicò su Facebook "Bravo, Odessa. Perla dello Spirito ucraino. Luogo di nascita dei grandi nazionalisti Ivan e Yurii Lypa. Lascia che i diavoli brucino all'inferno. I tifosi del calcio sono i ribelli migliori. Bravo!".
Il Primo ministro Arsenij Jacenjuk sostenne che la Russia e la polizia locale incapace o infedele fossero 
da biasimare per la strage. Jacenjuk criticò la polizia affermando che se avessero fatto bene il loro lavoro "queste organizzazioni terroristiche sarebbero state bloccate" e sostenne che ciò che era successo fosse parte di un piano della Federazione russa "per eliminare l'Ucraina e la sua indipendenza".
Il Presidente ad interim Oleksandr Turčynov disse che le forze speciali russe stavano perseguendo con successo la destabilizzazione dell'Ucraina, aiutate dalle "guest star della Transnistria". Secondo il capo del suo staff, il servizio di sicurezza federale russo (FSB) aveva armato militanti filorussi per provocare gli scontri e distogliere l'attenzione dalle operazioni in Ucraina orientale.
Il 23 ottobre 2016 il Presidente Petro Oleksijovyč Porošenko disse che Odessa aveva pagato un prezzo pesante per fermare i separatisti filorussi: "Ora Odessa è diventata una città molto filo-ucraina! Sui media russi, Odessa è persino chiamata banderista. E per me non può esserci complimento più grande per Odessa".
Il 2 maggio 2020, il Presidente Volodymyr Zelens'kyj espresse cordoglio per le famiglie di tutte le vittime e invocò la punizione di tutti i responsabili della tragedia: "solo un paese forte parla francamente non solo dei suoi successi, ma anche delle sue tragedie".

### Reazioni internazionali
Il ministero degli esteri russo attribuì l'incendio alla criminale irresponsabilità del governo ucraino, reo di sostenere le campagne di terrore dei nazionalisti radicali ai danni dei russofoni. Il deputato della Duma russa Leonid Sluckij (PLDR) paragonò questo incidente a un crimine nazista.

## Indagini e processi
Le indagini ed i procedimenti avviati dalla giustizia ucraina si sono rivelati particolarmente lenti e lacunosi e non in linea con gli standard giuridici europei. In particolare un solo capo di imputazione per omicidio è stato effettivamente contestato (nei confronti di un militante pro-unità che avrebbe sparato ad uno dell'opposta fazione), mentre nessuno degli altri procedimenti è giunto a sentenza.
I responsabili dell'incendio scoppiato nella Camera dei sindacati non sono stati identificati.

### Indagini preliminari e arresti
Il ministero dell'Interno (MVS) annunciò che erano stati arrestati diversi sospetti, di cui quelli con cittadinanza russa erano almeno tre, numero che poi aumentò nei giorni successivi.
La polizia procedette a diversi arresti, fra i quali anche 63 manifestanti pro-federalismo usciti illesi dagli scontri e successivamente scarcerati, in circostanze non del tutto chiare, durante un attacco di filorussi al quartier generale della polizia.
L'indomani, il ministro dell'interno Arsen Avakov diede conto di 172 arresti, per lo più cittadini russi residenti in Transnistria ai quali furono confiscate armi e miscele incendiarie. La presenza degli stranieri sia tra gli arrestati sia tra le vittime, che attestava una pianificazione degli scontri, fu confermata dal vice-primo ministro Vitaly Yarema. Secondo il servizio di sicurezza ucraino (SBU), vi era stata la partecipazione di "gruppi militari illegali" e mercenari coordinati in Transnistria da gruppi sovversivi russi e finanziati da ex membri del governo di Yanukovich con l'obiettivo di destabilizzare l'Ucraina meridionale.
Il ministero dell'interno attribuì pesanti responsabilità degli scontri anche ad amministratori locali, tra i quali consiglieri comunali, funzionari pubblici e forze dell'ordine. I vertici della polizia locale furono estromessi e venne annunciata la formazione di una nuova forza di polizia speciale a base civile denominata "Kiev-1" con funzioni di ordine pubblico.
Sebbene l'indagine preliminare fosse stata completata nell'agosto 2015, a maggio 2016 il processo non era ancora iniziato. Nessuno degli attivisti di Euromaidan era agli arresti nel marzo 2016 Allo stesso tempo, circa una dozzina di sostenitori pro-federalismo furono detenuti per almeno due anni. Alcuni di loro lanciarono uno sciopero della fame. L'attivista pro-federalismo Igor Astakhov morì dopo due anni di detenzione per uno scompenso cardiaco. Tre anni dopo gli eventi, cinque sostenitori pro-federalismo erano rimasti in custodia.
L'attivista di Euromaidan Vsevolod Goncharevskii fu accusato di aver picchiato persone che si sono buttate dalle finestre della Camera dei sindacati. Fu arrestato nell'agosto 2014, ma il tribunale decise di rilasciarlo un mese dopo. Nel 2015 il tribunale riprese le indagini contro di lui, ma nell'ottobre 2016 Goncharevskii era ancora libero e partecipava alle operazioni militari contro i separatisti nell'Ucraina orientale.

### Cloroformio
Pochi giorni dopo l'incendio alla Casa dei sindacati, l'allora candidato alla presidenza Petro Porošenko dichiarò ai giornalisti, a seguito di una sessione chiusa del parlamento, che vi erano prove della collocazione di "sostanze tossiche" nella Casa dei sindacati, per facilitare un aumento del bilancio delle vittime e che gli eventi erano stati organizzati in anticipo da funzionari russi e locali. L'ipotesi dell'avvelenamento fu ripresa il 19 maggio dal viceministro degli Interni e dall'investigatore capo dell'Ucraina Vitaliy Sakal in una conferenza stampa, nel corso della quale dichiararono che tracce di cloroformio erano rimaste nella Casa dei sindacati per diversi giorni. Tuttavia, il giorno stesso della dichiarazione di Sakal, la stampa russa riportava che gli esperti in chimica organica contattati erano scettici sull'ipotesi del cloroformio come causa della morte di decine di vittime, perché le vittime avrebbero dovuto stare in una stanza relativamente piccola e il cloroformio avrebbe dovuto essere rilasciato "in quantità estremamente grandi: molte decine, se non centinaia, di litri".
Nel novembre 2015 l'International Advisory Panel del Consiglio d'Europa, nel riassumere le indagini forensi fatte dall'ufficio del Procuratore generale ucraino e dal "Gruppo del 2 maggio", concluse che l'uso di gas velenoso e di cloroformio non poteva essere confermato e affermò al riguardo: "è deplorevole che siano state rese dichiarazioni definitive sulla questione quando era ancora oggetto di esame da parte degli esperti forensi" (para. 260).

### Processi
L'autorità giudiziaria ucraina è sottoposta a forti pressioni, ad esempio quando il 27 novembre 2015 il tribunale distrettuale Malynovskyi di Odessa concesse il rilascio su cauzione a cinque detenuti pro-federalismo, in risposta circa 50 attivisti nazionalisti bloccarono la struttura di detenzione perquisendo tutti i veicoli per il rilascio dei detenuti, fecero pressioni sull'accusa per presentare appello, bloccando il giudice della Corte d'Appello della regione di Odessa nel suo ufficio, esortandolo a accettare l'appello e costringere i giudici del tribunale distrettuale di Malynovskyi a dimettersi. In pochi giorni la decisione di liberare i detenuti fu annullata, in violazione del diritto processuale. Il 10 marzo 2016 gli imputati pro-federalismo furono attaccati da attivisti di Euromaidan vicino all'edificio del tribunale, portando al ricovero uno di loro. Secondo l'OHCHR, in aula si potevano individuare fino a 50 attivisti aggressivi di Euromaidan e la polizia non fu in grado di proteggere le persone coinvolte nel procedimento. Due tribunali distrettuali di Odessa si rifiutarono di esaminare il caso perché i giudici erano stati intimiditi.
Nel settembre 2017, il tribunale della città di Illičivs'k (attuale Čornomors'k) nell'Oblast' di Odessa assolse tutti i 19 imputati anti-Maidan accusati di aver partecipato agli scontri nel centro di Odessa che il 2 maggio 2014 avevano provocato la morte di sei uomini e l'assalto al campo di tende in piazza Kulykove e alla Casa dei Sindacati. Il tribunale affermò che le indagini non erano state imparziali perché condotte dalle stesse autorità di polizia che, secondo le informazioni disponibili, avevano organizzato e partecipato agli scontri assieme agli imputati. Il tribunale inoltre condivise le preoccupazioni dell'OHCHR relative all'unilateralità delle indagini, rilevando in particolare lo sfavore dell'ufficio della procura nei confronti degli attivisti "pro-federalismo". Immediatamente dopo la loro assoluzione, due imputati anti-Maidan furono arrestati dal Servizio di sicurezza ucraino  e un gruppo di manifestanti filo-Maidan presero d'assalto il tribunale di Čornomors'k, causando scontri con la polizia.
L'OHCHR riferì nel 2018 della mancanza di progressi nelle indagini sulle molestie e sulle pressioni sui giudici che si occupavano dei casi di disordini di massa da parte degli attivisti di Euromaidan, nonostante l'identificazione di alcuni presunti autori da parte delle vittime o dei testimoni.

## Inchieste internazionali
La Human Rights Monitoring Mission in Ukraine (HRMMU) delle Nazioni Unite ha prodotto una ricostruzione degli eventi, che è stata pubblicata dall'Alto commissariato delle Nazioni Unite per i diritti umani il 15 giugno 2014. La HRMMU ha continuato a monitorare e riferire regolarmente sullo svolgimento dei procedimenti giudiziari scaturiti dagli scontri di Odessa e dall'incendio della Casa dei sindacati.
La ricostruzione dei fatti più ampia e dettagliata è stata prodotta da un Comitato consultivo internazionale (International Advisory Panel) del Consiglio d'Europa. Chiamato a supervisionare le indagini giudiziarie ucraine, il Comitato ha concluso i suoi lavori nel novembre del 2015 pubblicando una relazione finale che evidenzia l'inadeguatezza della risposta di polizia e vigili del fuoco all'emergenza, e che rileva significative carenze nelle indagini giudiziarie sugli eventi.
Almeno un caso fu portato alla Corte europea dei diritti dell'uomo da una madre il cui figlio è morto negli scontri.
L'Alto commissariato delle Nazioni Unite per i diritti umani affermò nel suo rapporto del 2016: "i procedimenti penali [...] sembrano essere stati avviati in modo parziale. Finora sono stati perseguiti solo attivisti del campo "pro-federalismo", mentre la maggioranza delle vittime erano sostenitori del movimento "pro-federalismo". [...] Le indagini sulle violenze sono state affette da carenze istituzionali sistemiche e caratterizzate da irregolarità procedurali, che sembrano indicare una riluttanza a indagare e perseguire realmente i responsabili".